# Melikköyü, Arpaçay
Melikköyü là một xã thuộc huyện Arpaçay, tỉnh Kars, Thổ Nhĩ Kỳ. Dân số thời điểm năm 2010 là 702 người.